# David Bacon
David Bacon (24 de marzo de 1914 – 12 de septiembre de 1943) fue un actor cinematográfico estadounidense.

## Biografía
Su verdadero nombre era Gaspar Griswold Bacon, Jr. y nació en Barnstable (Massachusetts), en el seno de una destacada familia de la Costa Este, la Boston Brahmin. Su padre, Gaspar G. Bacon, perteneció a la junta directiva de la Universidad de Harvard y, en la década de 1930, fue Teniente Gobernador de Massachusetts.
David Bacon se graduó en Harvard, y veraneaba con su familia en Woods Hole (Massachusetts), en Cabo Cod, formando parte en los años treinta de los "University Players" de West Falmouth (Massachusetts). Allí conoció a actores entonces desconocidos como James Stewart y Henry Fonda, con quienes más adelante compartió alojamientos mientras luchaba por salir adelante.
Su carrera no progresaba, y Bacon fue muchos años a la deriva. Se mudó a la ciudad de Nueva York, donde consiguió el patrocinio de un rico mecenas británico y, aunque no consiguió un empleo fijo, sí empezó a utilizar costosa vestimenta y joyería, lo cual hizo que se especulara que Bacon actuaba como un gigolo.
Más adelante fue a vivir a Los Ángeles, California, donde conoció y se casó con la cantante y actriz austriaca Greta Keller. En sus últimos años Keller desveló que Bacon era homosexual y ella lesbiana, y que su matrimonio de conveniencia sirvió para que ambos mantuvieron una fachada de respetabilidad en el mundillo de Hollywood, en el cual ambos intentaban consolidar sendas carreras cinematográficas. 
En 1942 Howard Hughes conoció a Bacon, y le contrató con la intención de dirigirle en el film The Outlaw (1943), con el papel de Billy the Kid. Bacon hizo un test de pantalla, siendo el resultado negativo, por lo que hubo de ser descartado para el papel. Aunque Hughes decidió que Bacon no actuara en la película y le reemplazó Jack Buetel, mantuvo a Bacon contratado, dándole varios papeles de menor entidad. Keller afirmaba que hubo una relación homosexual entre Hughes y Bacon, y ella culpaba a dicha situación de la sustitución de Bacon en el film. Hughes, sin embargo, era conocido por ser un mujeriego, siendo a menudo objeto de demandas sin escrúpulos para sacar provecho de su dinero. Más adelante Hughes escogió a Bacon para interpretar un papel en el serial The Masked Marvel (1943). El serial se produjo con un bajo presupuesto, y marcó un punto bajo en la carrera de Bacon, recordando Keller que él se encontraba humillado. A pesar de todo, hoy en día es el trabajo más conocido de Bacon. 
En septiembre de 1943, Bacon fue visto conduciendo un coche erráticamente en Santa Mónica (California) antes de salir de la carretera y frenar. Varios testigos le vieron salir del coche y tambalearse brevemente antes de caer al suelo. Murió antes de poder decir nada. Se encontró un pequeño cuchillo clavado en su espalda. El arma había perforado el pulmón causándole la muerte. Keller, en avanzado estado de gestación, sufrió un colapso al conocer la noticia, y más adelante su hijo nació muerto. El caso atrajo la curiosidad pública durante un tiempo, pero continúa en la actualidad sin haberse resuelto.